# برگ

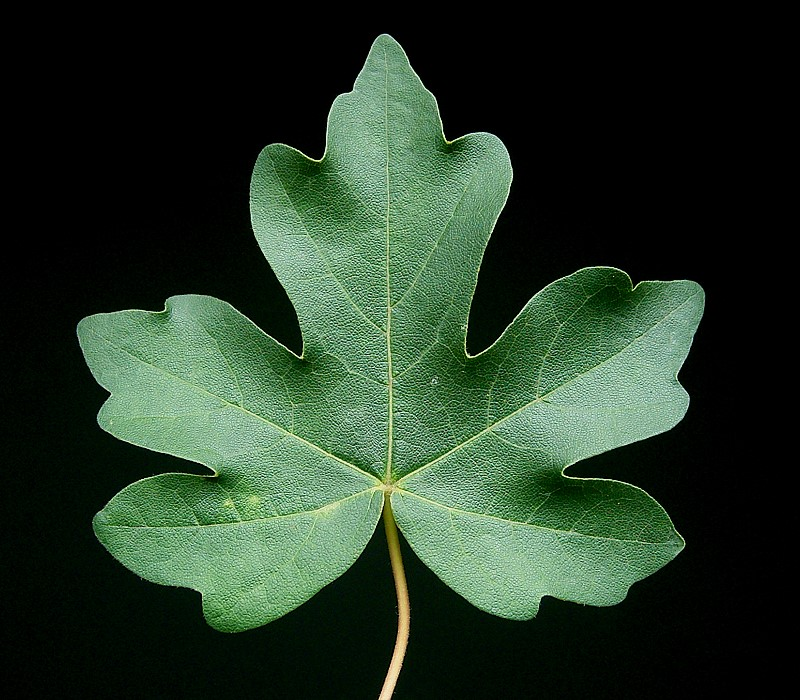
نمونه برگ درخت افرای پرچین

در گیاهان آوندی، برگ‌ها زوائد جانبی ساقه‌اند که از مریستم انتهایی نوک ساقه پدید می‌آیند. بیشتر برگ‌ها اندام‌های پهن و سبز رنگی هستند که با نظم و ترتیب ویژه‌ای بر روی ساقه گیاهان قرار دارند. برگ از پهنک و دمبرگ و نیام تشکیل شده‌است و به رگه‌های آن رگبرگ می‌گویند.
پهنک سطح تماس برگ و محیط را زیاد می‌کند. پهنک به علت نازک بودن دو نقش فتوسنتز و تعرق را به خوبی انجام می‌دهد. برگ هر گیاه معمولاً ویژگی‌های ظاهری خاص خود را دارا است. این ویژگی در درجه اول مربوط به خصوصیات ارثی گیاه و در درجه دوم مربوط به عوامل محیطی مانند نور، رطوبت و دما است.

اصطلاحاً به برگ‌های بزرگ و تقسیم‌شده برخی از گیاهان برگ‌شاخه گفته می‌شود و این اصطلاح بیشتر برای سرخس‌ها به کار می‌رفته اما امروزه به برگ‌های نخل و پایانخل‌ها هم برگ‌شاخه می‌گویند.

## بخش‌های برگ
برگ‌ها بسیار متنوع هستند. آن‌ها یکی از مهم‌ترین بخش‌های یک گیاه هستند. در نهان‌دانگان برگ تشکیل شده از یک قسمت صفحه مانند سبز به نام پهنک که به وسیله دنباله باریکی به نام دمبرگ به ساقه متّصل می‌شود. دمبرگ غالباً در پایین خود و در قسمتی که به ساقه متصل می‌شود، گاه پهن شده به صورت غلافی، کم و بیش ساقه را در بر می‌گیرد که به آن غلاف یا نیام می‌گویند. نیام در بعضی از برگ‌ها گاهی خارج از اندازه رشد کرده و تمامی میان‌گره ساقه را پوشانده، گاهی ایجاد زایده‌ای به نام گوشوارک را می‌کند. به جز پهنک برگ بقیه اجزای آن را ضمائم برگ می‌گویند. برگ‌ها ممکن است دارای همه ضمائم یاد شده باشند یا فقط شامل دمبرگ و پهنک باشند، گاهی نیز برگ فاقد دمبرگ و حتی پهنک است.

### ساختار بیرونی برگ

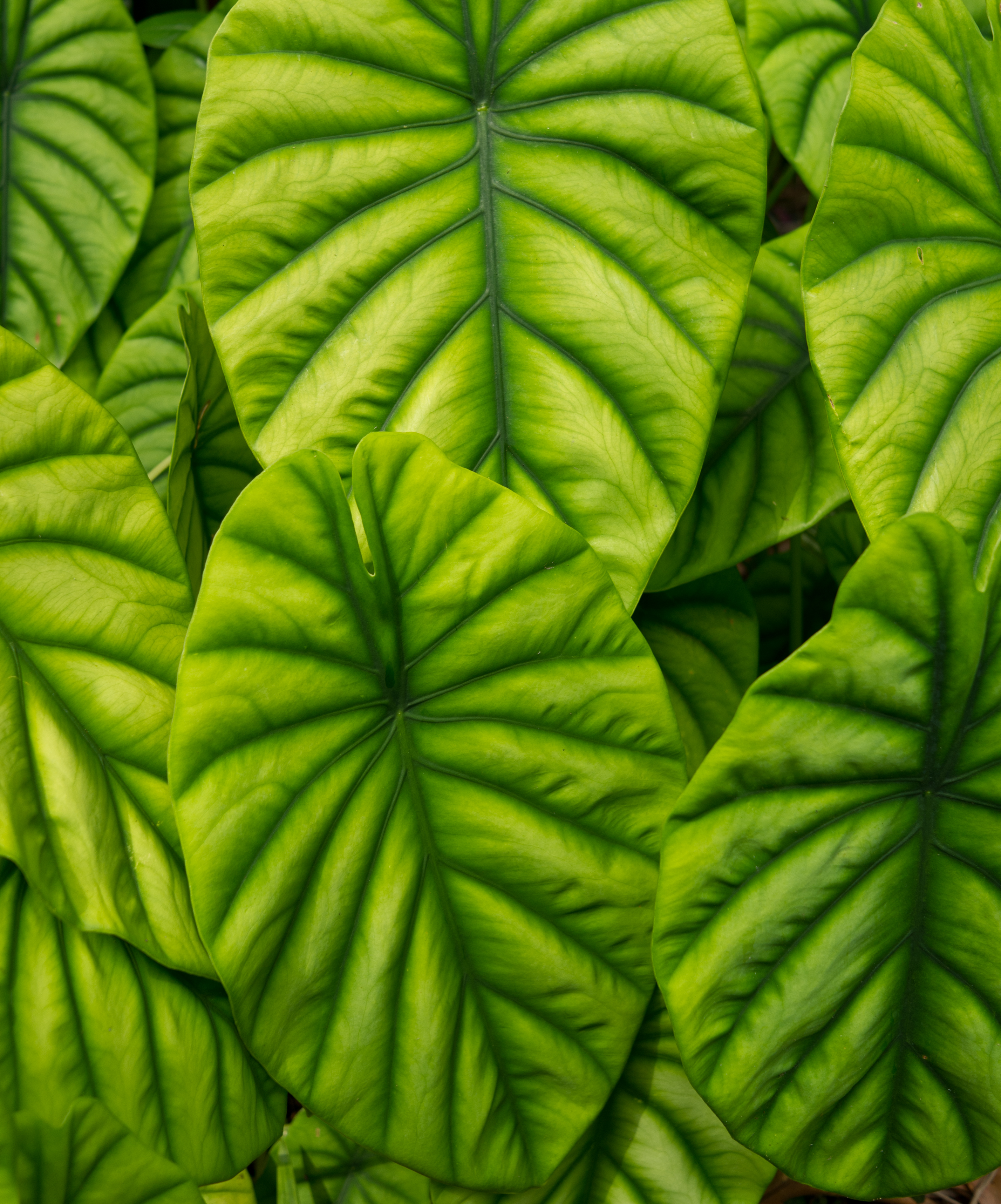
نگاره‌ای از جزئیات برگ‌های گیاه آلوکازیا کاپری از تیرهٔ گل‌شیپوریان.

یک برگ از دو بخش پهنک و دمبرگ تشکیل شده‌است.
- پهنک

بخش فعال برگ بوده و غالباً به علت دارا بودن کلروفیل سبز رنگ است. پهنک ممکن است وجود نداشته یا بسیار کاهش یافته باشد و مثلاً به صورت پیچک در می‌آید. پهنک معمولاً به شکل صفحهٔ مسطحی است که رگبرگ‌ها از آن می‌گذرند. رگبرگ‌ها ادامهٔ دمبرگ بوده و در سطح زیرین مشخص‌تر هستند. چگونگی پراکندگی رگبرگ‌ها را در سطح برگ رگ‌بندی (گسترش رگبرگ‌ها) می‌نامند.
- دمبرگ

میله کوتاهی است که پهنک را در محل گره به ساقه متصل می‌کند. قسمت عمده دمبرگ را بافت‌های چوبی و آبکشی تشکیل می‌دهند. دمبرگ معمولاً به لبه پایه پهنک متصل است ولی در بعضی از گیاهان مانند لادن و کرچک به سطح زیرین برگ اتّصال دارد. این‌گونه برگ‌ها را سپر می‌گویند. برگ‌های فاقد دمبرگ را که پهنک آن‌ها مستقیماً به ساقه متّصل است بی‌دمبرگ یا چسبنده می‌نامند. قاعده برگ گاهی به صورت نیام (غلاف) گسترش می‌یابد و ممکن است دارای ضایعاتی به نام گوشوارک و زبانک باشد.

## انواع برگ
- برگ گیاهان دولپه‌ای

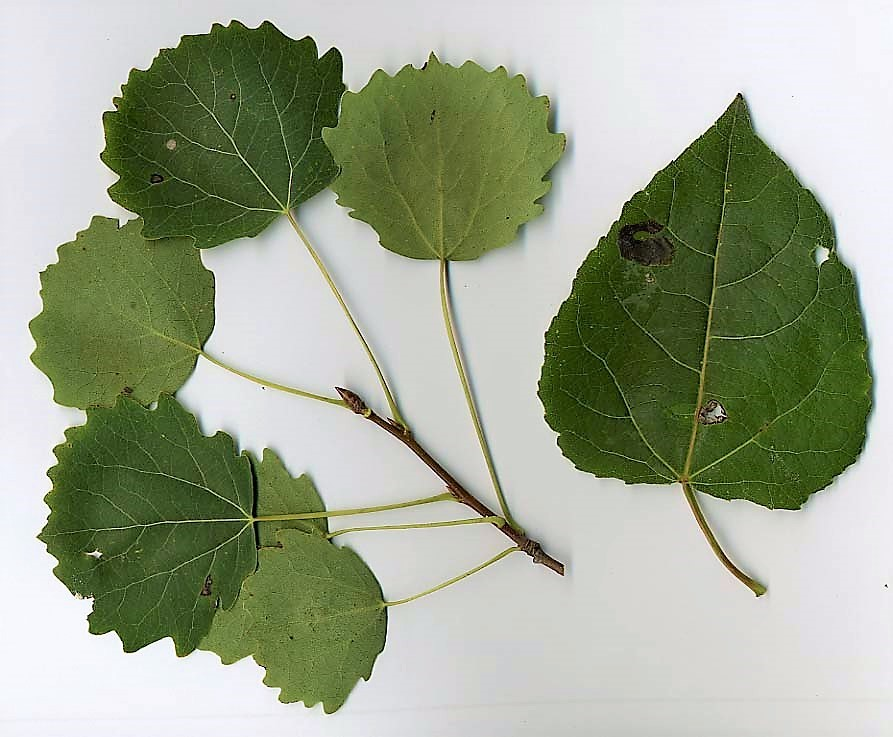

برگ گیاهان دو لپه‌ای ممکن است ساده یا مرکّب باشد برگ ساده فقط از یک قطعه تشکیل شده حال آن‌که برگ مرکب از چند قطعه کوچک به نام برگچه به‌وجود آمده‌است. در قاعدهٔ برگ گیاهان دولپه‌ای یک جفت گوشوارک و یک جوانهٔ جانبی قرار دارد. گسترش رگبرگ‌ها معمولاً شبکه‌ای است.
- برگ گیاهان تک‌لپه‌ای

برگ گیاهان تک‌لپه‌ای از دو بخش پهنک و نیام تشکیل شده‌است. گسترش رگبرگ قسمت اعظم آن‌ها موازی است. در محل اتّصال نیام به پهنک زبانک وجود دارد. در بعضی گونه‌های غلات در محل اتّصال پهنک به نیام یک جفت گوشواره وجود دارد.
- برگ بازدانگان

برگ اکثر بازدانگان سوزنی یا پولک‌مانند است. برای مثال برگ سوزنی در کاج و پولک‌مانند در سرو وجود دارد. برگ‌های سوزنی فقط یک رگبرگ دارند و به نوک تیزی ختم می‌شوند.

## آرایش جوانه برگ

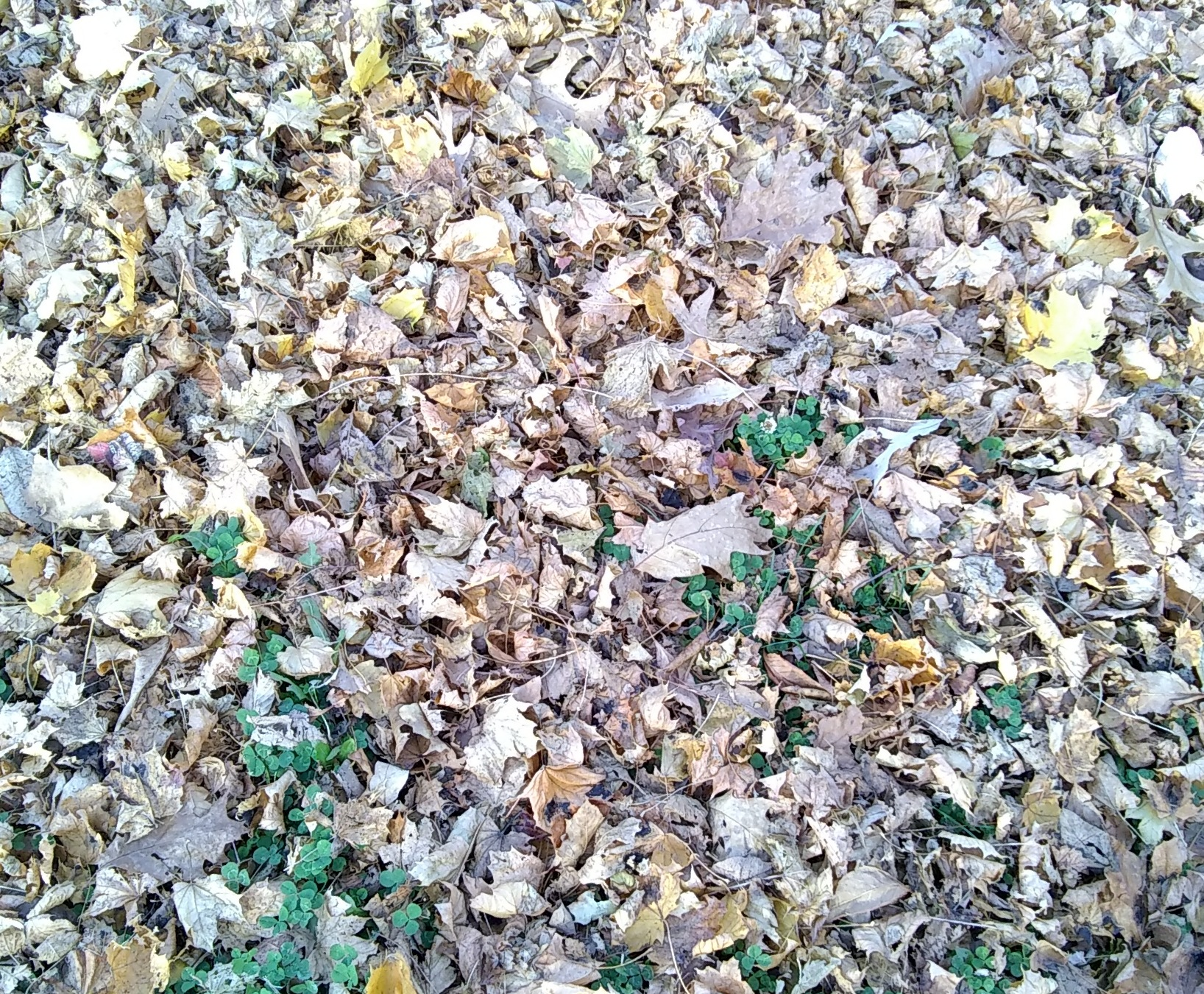

آرایش برگ‌های ساقه‌ای در طول ساقه بر سه نوع است.
- برگ‌های متقابل: آرایش برگ‌ها به صورتی است که در هر گره دو برگ روبروی هم قرار گرفته‌اند مانند زبان گنجشک. یاس بنفش.
- برگ‌های فراهم: در این آرایش برگی در هر گره بیش از دو برگ وجود دارد.

برگ‌های متناوب: در هر گره شاخه فقط یک برگ دیده می‌شود مانند گردو.

## ساختار درونی برگ
- ساختار درونی دمبرگ

تمام سطح دمبرگ از بشره‌ای پوشیده شده که امتداد بشرهٔ ساقه است؛ و در درون آن نرم آکنه ای (پارانشیم) وجود دارد که رگبرگ‌ها از میان آن می‌گذرند. آوندهای چوب - آبکش با همان وضعی که در ساقه قرار دارند (آوندهای آبکشی در خارج و آوند‌های چوبی در داخل) وارد برگ می‌شوند.
- ساختار درونی پهنک

بخش عمدهٔ بافت برگ از مزوفیل ساخته شده که دو نوع نرده‌ای و حفره‌ای دارد. رو پوست (اپیدرم) در دو سطح بالایی و پایینی برگ قرار دارد و مزوفیل در بین این دو لایه واقع شده‌است. مزوفیل نرده‌ای اولین لایه زیر بشره بالاست که سلول‌های آن پر از کلروفیل‌اند و کار فتوسنتز را انجام می‌دهند. در زیر این بافت، چند لایه مزوفیل حفره‌ای قرار دارند که یاخته‌هاشان دارای کلروفیل‌اند. این بافت پر از حفره‌هایی است که به تبادل کربن دی‌اکسید کمک می‌کنند.
رگبرگ‌ها یا دسته‌های آوندی در داخل مزوفیل شبکه پیچیده‌ای ایجاد می‌کنند. رگبرگ‌ها ادامه رشته‌های آوندی دمبرگ‌اند. آوندهای چوب - آبکش با همان وضعی که در ساقه قرار دارند وارد دمبرگ می‌شوند. انتهای رگبرگ عموماً به یک نای‌دیس ختم می‌شود رگبرگ‌ها علاوه بر هدایت مواد، نگاه‌دارنده بافت‌های برگ نیز هستند.

## تنوع و اقسام برگ

برگ درختان در پاییز

رشد متفاوت و غیر منظم بخش‌های مختلف پهنک، در برگ‌های گیاهان مختلف سبب اشکال متفاوت آن‌ها می‌شود. به‌طور کلی برگ‌ها را بر حسب وضع پهنک به دو دسته بزرگ تقسیم می‌کنند.
برگ‌هایی که پهنک واحدی دارند و به آن‌ها برگ‌های ساده می‌گویند.
برگهایی که پهنک آن‌ها از برگچه‌های متعدد تشکیل می‌شود به برگ‌های مرکب مرسوم‌اند.
پهنک برگ‌های ساده ممکن است کامل بوده، یا به حاشیه به علت بریدگی‌ها یا فرورفتگی‌ها اشکال مختلف پیدا کند. انواع برگ‌های ساده را از روی پهنک و کناره آن‌ها که دارای دندانه یا کنگره‌است و همچنین بر حسب نوع و عمق بریدگی حاشیه که سطحی است یا کم و بیش به رگبرگ و سطحی می‌رسد نامگذاری می‌کنند.
برگ‌های مرکب از برگچه‌های متعدد تشکیل می‌شوند، اگر برگچه‌های برگ مرکّب در طرفین یک رگبرگ مشترک که راشی نام دارد قرار گیرند آن را برگ مرکب شانه‌ای یا پرمانند می‌گویند. دیگر از اشکال مهم برگ مربوط به وضع و اشکال نوک و کناره‌های پایینی آن است که در شناسایی انواع گیاهان اهمیت مخصوص دارند.
عده‌ای از مؤلّفان برگ‌های مرکب شانه‌ای را ابتدایی‌تر از برگ‌های کامل یا ساده می‌دانند و به عبارت دیگر تکامل برگ را از حالت مرکب بودن به طرف سادگی و کامل شدن عنوان می‌کنند. مورفولوژیست‌ها برای اثبات این نظریه دلایل بیشماری از مقایسه برگ یا فروند گیاهان فسیلی یا گیاهان امروزی ذکر می‌کنند. در طبیعت فعلی نیز برخی از درختان که برگ‌های مرکب شانه‌ای دارند مانند کرات یا لیلکی که در جنگل‌های اطراف دریای خزر فراوان می‌روید، دارای برگ‌های مرکّبی هستند که بعضی از برگچه‌های آن‌ها با برگچه‌های مجاور خود چسبیده و یکی شده‌اند.
رنگدانه‌های برگ: رنگ برگ‌ها به خاطر وجود رنگدانه در گیاه است.

## نقش زیستی برگ
- تعرّق: دفع آب به صورت بخار از سطح برگ را تعرق می‌گویند. تعرق به صورت روزانه، پوستگی و عدسکی صورت می‌گیرد؛ ولی به صورت روزانه‌ای بیشتر دیده می‌شود. اهمیت تعرق به سبب تعرق جریان یافتن آب در گیاهان است.
- تعریق: دفع آب به صورت مایع از سطح برگ را تعریق می‌نامند.
- فتوسنتز (نورساخت): فرایندی است که در آن گیاهان سبز در برابر نور خورشید و با استفاده از دی‌اکسید کربن هوا و همچنین آب، گلوکز می‌سازند و اکسیژن آزاد می‌کنند.
- تنفّس: فرایند آزادسازی انرژی شیمیایی مواد غذایی را به کمک اکسیژن تنفس می‌گویند.

## برگ‌های ویژه‌کار
بعضی از برگ‌ها گذشته از غذاسازی یا به جای آن، کارهای ویژه‌ای انجام می‌دهند.
تیغ‌ها و خارها در بعضی از گیاهان برگ‌های محافظ گیاه هستند و نمی‌گذارند جانوران گیاه را بخورند. در بعضی از گیاهان، مانند کاکتوس ٬همه برگ‌های محافظ، خار هستند و عمل فتوسنتز را ساقهٔ سبز و ضخیم گیاه انجام می‌دهد. برگ‌های ذخیره‌ای نیز ویژگی‌هایی دارند، بعضی از آن‌ها، مثل پیاز خوراکی، غذای ساخته شده را به جای ساقه و ریشه در برگ‌ها ذخیره می‌کند. بسیاری از گیاهان مناطق خشک دارای برگ‌های ضخیم و گوشتی هستند که آب را در خود ذخیره می‌کنند؛ مثلاً در دمبرگ نوعی درخت در ماداگاسکار، مقدار زیادی آب ذخیره می‌شود. رهگذران تشنه با سوراخ کردن دمبرگ، از آب درون آن استفاده می‌کنند. پیچک‌ها دارای برگ‌های باریک و کشیده هستند که به بالا رفتن گیاه کمک می‌کند. در گیاه نخود، برگچهٔ انتهایی برگ مرکب به پیچک تبدیل شده‌است. برگک‌ها دارای نوعی ویژگی هستند. این برگ‌ها کوچک و ساده‌اند و در قسمت زیرین شکوفهٔ بعضی از گیاهان می‌رویند. در گیاه بنت قنسول برگک رشد می‌کند، رنگی می‌شود و بخشی از گل به‌شمار می‌رود. برگ‌های گیاهان گوشت‌خوار نیز ویژگی‌هایی دارند. این برگ‌ها می‌توانند حشره‌ها را جذب کنند و به دام بیندازند. این گیاهان بیشتر در منطقه‌های مرطوب رشد می‌کند و مواد غذایی خود را از شکار حشره‌ها به‌دست می‌آورد.

## زندگی برگ

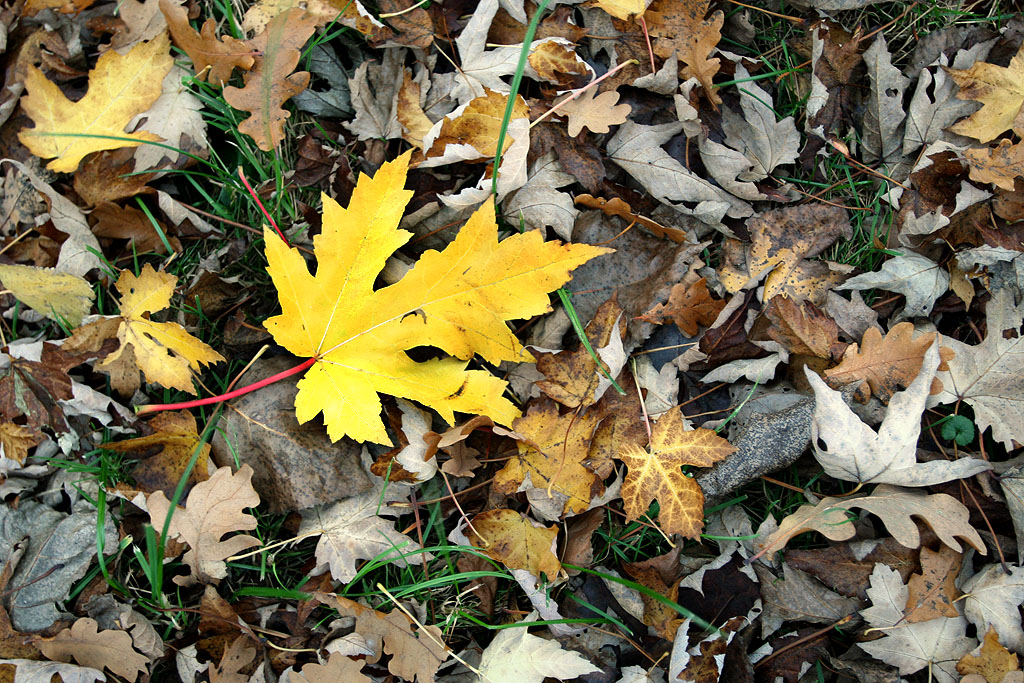
برگ زرد در پاییز

زندگی برگ از درون جوانه آغاز می‌شود. جوانه بخشی از قسمت رشد یابنده ساقه‌است و از قسمت بالایی محل اتّصال دمبرگ به ساقه رشد می‌کند. در گیاهانی مانند علف‌ها، که دارای ساقه نرم هستند برگ تنها یک بار می‌روید و با فرارسیدن زمستان رویش برگ کاملاً متوقف و گیاه کاملاً خشک می‌شود. اما در گیاهانی که دارای ساقه چوبی هستند، مانند درختان و درختچه‌های خزان برگ، در هر سال برگ‌های جدیدی می‌رویند. در زمستان، برگ‌های داخل جوانه‌ها فعالیت حیاتی اندکی دارند. در بهار گرما و رطوبت جوانه‌ها را فعال می‌کند. آن‌ها نخست غذای خود را از برگ‌های قدیمی یا از غذای ذخیره شده درگیاه به دست می‌آورند، سپس طی یک تا چند هفته کاملاً رشد می‌کنند و غذای خود را می‌سازند. برگ‌های رشد کرده، گذشته از غذای خود، مقداری غذای اضافه نیز می‌سازند که برای مصرف یا ذخیره در سایر قسمت‌های گیاه انباشته می‌شود.
رنگ برگ در طی رشد از سبز روشن به سبز تیره تغییر می‌کند. سپس دیواره‌های سلول‌ها ضخیم‌تر می‌شود و استحکام برگ افزایش می‌یابد. با نزدیک شدن فصل سرما و فرارسیدن پاییز دگرگونی‌هایی در برگ درختان و درختچه‌های خزان‌کننده به وجود می‌آید. در محل اتصال دمبرگ به ساقه، لایه‌ای سلولی به نام لایه جداکننده شکل می‌گیرد. تشکیل لایه جداکننده مانع انتقال آب و مواد غذایی به برگ می‌شود. در نتیجه پس از مدتی برگ‌ها از لایهٔ جداکننده آویزان می‌شوند و به زمین می‌افتند. رنگ سبز برگ‌ها در پاییز تغییر می‌کند و زرد، قرمز، نارنجی و ارغوانی می‌شود، زیرا برگ‌ها، گذشته از سبزینه (کلروفیل)، رنگدانه‌های دیگری نیز دارند. وجود این رنگدانه‌ها سبب می‌شود که آن‌ها پس از متوقف شدن عمل فتوسنتز (در فصل پاییز و زمستان) به رنگ‌های گوناگون دیده شوند چرا که کلروفیل‌ها در گیاهان خزان‌کننده در فصول خاصی از سال از بین می‌روند و رنگ نارنجی یا قرمزی که در فصل پاییز دیده می‌شود به دلیل رنگیزه‌های دیگری نظیر کاروتن (نارنجی)، لیکوپن (قرمز)، زانتوفیل و… است. قارچها و باکتری‌ها برگ‌های افتاده بر زمین را تجزیه و مصرف می‌کنند. هر موقع که نور به برگ نرسد فتوسنتز و چرخهٔ کالوین در برگ متوقف می‌شود.

## شکل ظاهری برگ‌ها

شکل ظاهری برگ‌ها بسیار متنوع است. آن‌ها به شکل‌های دایره ٬بیضی ٬نیزه٬پر٬پنجه٬قلب و بسیاری شکل‌های دیگر هستند، اما در مجموع می‌توان آن‌ها را به سه گروه تقسیم کرد: برگ‌های پهن، برگ‌های باریک و برگ‌های سوزنی. غیر از این سه گروه بعضی گیاهان مانند سرو کوهی برگ‌های پولک مانند دارند. شکل برگ گیاهان یکی از راه‌های مهم شناسایی نوع گیاه است. طول بیشتر برگ‌ها میان ۲٫۵ تا ۳۰ سانتی‌متر است. اما برگ بعضی از گیاهان بسیار بزرگ است؛ مثلاً طول بعضی از برگ‌های نوعی نخل آفریقایی به ۲۰ متر هم می‌رسد. قطر نوعی از برگ‌های شناور که در مرداب‌های آمریکای جنوبی می‌رویند، به ۸/۱ متر می‌رسد. همچنین در تالاب انزلی، قطر برگ‌های دایره‌ای نیلوفر آبی گاه بیش از ۵۰ سانتی‌متر است. برگ بعضی از گیاهان بسیار کوچک است. تعداد برگ‌های گیاهان گوناگون نیز متفاوت است. گیاهانی مانند گندم و ذرت دارای چند برگ هستند. درختان کهنسال نارون صدها هزار برگ دارند. بعضی از گیاهان تنها یک برگ دارند. برگ‌ها یا ساده هستند یا مرکب. برگی که یک پهنک داشته باشد برگ مرکب است. پهنک‌های برگ مرکب را برگچه می‌نامند. برگچه‌های برگ مرکب به صورت پر یا پنجه روی ساقه قرار می‌گیرند. در آرایش نوع پر، برگ‌ها شبیه شانه‌ای دو طرف رگبرگ اصلی جای می‌گیرند، مانند برگ درخت گردو و زبان گنجشک. بچه‌های برگ‌های مرکب پنجه‌ای از انتهای دمبرگ می‌رویند، مانند برگ شبدر. در بعضی از گیاهان، برگچه‌ها به برگچه‌های کوچک‌تری تقسیم می‌شوند. این برگ‌ها را برگ مرکب دوگانه می‌نامند مانند برگ هویج و شبت (شوید). لبه و طرح رگبرگ‌های پهنک برگ‌ها گوناگون است. بعضی پهنک‌ها دارای لبه صاف، بعضی دانه دار و بعضی کنگره‌دار هستند. لبه بیشتر برگ‌های باریک و سوزنی صاف است. لبه پهنک بیشتر گیاهانی که در منطقه اقلیمی استوایی و نیمه‌استوایی می‌رویند نیز صاف است. لبه پهنک درختانی مانند، پرتقال، نارون و گیلاس دانه‌دار است و روی آن‌ها روزنه‌هایی وجود دارد. بخشی از آب اضافی گیاه از راه این روزنه‌ها خارج می‌شود. لبه برگ بعضی از گیاهان، مانند توت سفید و بلوط جنگلی، کنگره‌دار است.

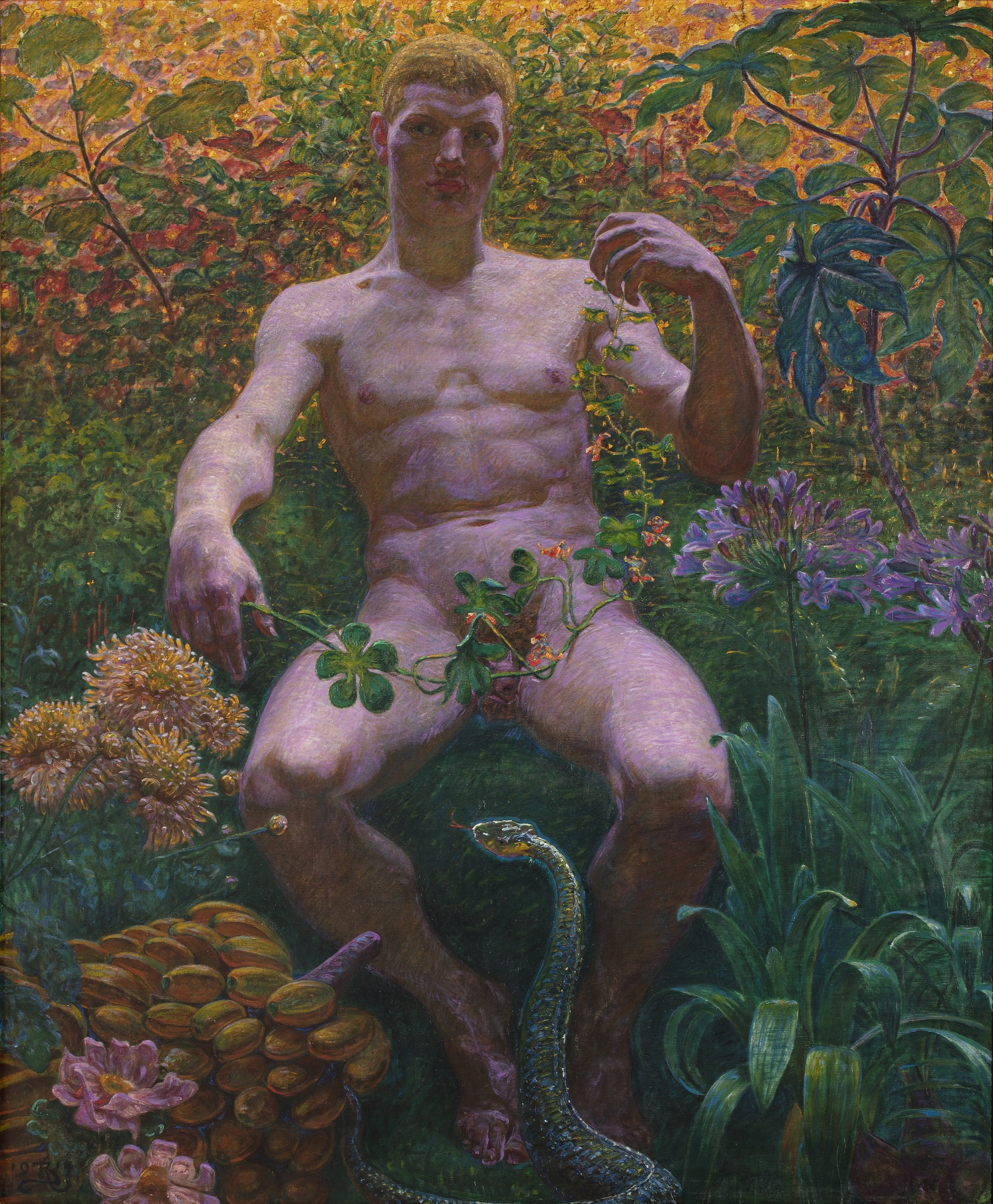
آدم در پردیس - Kristian Zahrtmann

در تاریخ و هنر برگ نمادی برای پوشش نیز بوده‌است. پوششی برای عورت انسان‌ها. در نقاشی‌ها و مجسمه‌های بسیاری دیده شده‌است که آلت انسان با برگ پوشانده شده‌است.

## فایده‌های برگ
برگ‌ها نقش بسیار مهمی در چرخهٔ غذایی جانوران و انسان دارند. بسیاری جانوران، مانند گاو و گوسفند و بز، از گیاهان تغذیه می‌کنند. جانوران گوشتخوار نیز با تغذیه از جانوران گیاه‌خوار به‌طور غیر مستقیم به گیاهان وابسته هستند.
استفاده از انواع سبزی‌ها به‌صورت خام و پخته بخشی از نیاز غذایی انسان‌ها را برطرف می‌کند. انسان از برگ گیاهان استفاده‌های دیگری نیز می‌کند؛ مثلاً با خشک کردن برگ گیاه چای، چای سیاه تهیه می‌کند و از برگ‌های روغن‌دار انواع روغن‌ها را می‌سازد. از برگ‌های آویشن برای خوش طعم ساختن غذا، از برگ درخت اوکالیپتوس و بسیاری از داروها و از برگ توتون در ساختن سیگار استفاده می‌کند. شکل، رنگ و طرح برگ‌ها الهام بخش هنرمندان در نقاشی و عکاسی بوده‌است. جمع‌آوری و خشک کردن برگ‌ها نیز از سرگرمی‌های سودمند است.